# Réda Benkirane
 (novembre 2013).
Si vous disposez d'ouvrages ou d'articles de référence ou si vous connaissez des sites web de qualité traitant du thème abordé ici, merci de compléter l'article en donnant les références utiles à sa vérifiabilité et en les liant à la section « Notes et références ».
Pour l’article homonyme, voir Benkirane.
Réda Benkirane, né en 1962, est un sociologue suisse originaire du Maroc, consultant auprès d’organisations internationales à Genève, spécialiste de la communication.    
Engagé dans divers chantiers de tissage et métissage de la connaissance (humanités scientifiques, humanisme numérique), ses travaux de recherche ont porté successivement sur l'urbanité, la complexité, l'islamité et la radicalité.

## Biographie
Entre 1988 et 1993, il se consacre à l'étude sociologique et anthropologique du plus grand bidonville du Maroc, Karyan Ben M'sik à Casablanca et recueille 76 histoires de vie. Entre 1998 et 2002, il entreprend une enquête ethnographique sur les sciences de la complexité et mène une cinquantaine d'entretiens semi-directifs avec des scientifiques renommés (Ilya Prigogine, Gregory Chaitin, Andrei Linde, Francisco Varela, etc.). Entre 2008 et 2016, il mène une recherche fondamentale sur une critique du théologico-politique et une révolution intellectuelle en islam. En 2015-2016, il conçoit et dirige pour le compte des Nations unies une recherche sur la radicalisation, la violence et l'insécurité dans huit pays du Sahel.   
Réda Benkirane est docteur en philosophie de l'université de Lyon, titulaire d'un DEA en sociologie urbaine et anthropologie culturelle et d'un master en étude de développement de l'Institut des hautes études internationales et du développement (IHEID) de l'université de Genève. Chercheur associé au Centre des conflits, du développement et de la paix de l’IHEID, au Laboratoire d'Analyse des Sociétés et Pouvoirs / Afrique - Diaspora (Laspad, université Gaston Berger, Saint-Louis du Sénégal) ainsi que membre de l'Institut de Recherches Philosophiques de Lyon (IrPhiL, université de Lyon, il enseigne "la sécularisation et la pensée critique en islam" à l'université de Fribourg (Suisse). Ses analyses éditoriales (politique internationale) ainsi que ses revues de livres paraissent régulièrement depuis 1998 dans le quotidien international suisse Le Temps. Ses articles, comme certains parus par exemple dans la presse française, proposent un éclairage à contre-courant des récits consacrés sur la géopolitique et l'identité,,.     
Réda Benkirane a notamment été le secrétaire d'Ahmed Ben Bella (durant ses années d'exil), journaliste à la revue suisse Le Temps stratégique, responsable de la communication au sein du Conseil œcuménique des Églises (Genève), chercheur au Musée d'ethnographie de Genève et chercheur cofondateur du Centre d'études Al Jazira (Doha, Qatar). Il mène diverses missions pour d'importantes organisations internationales.   
Sur le plan politique, Réda Benkirane a été marqué par le parcours révolutionnaire et intellectuel d'Ahmed Ben Bella . Sur le plan des idées, il a été inspiré par les travaux du sociologue Jacques Berque, du futurologue Mahdi Elmandjra, du mathématicien Gregory Chaitin, des biologistes Stuart Kauffman et Brian Goodwin, des philosophes Michel Serres, Gilles Deleuze, et Mohammed Iqbal.

## Publications
Livres
- Islam, à la reconquête du sens, Paris, Le Pommier, 2017
- Démographie et géopolitique. Étude critique des travaux d’Emmanuel Todd, Paris, Hermann, 2015
- La Complexité, vertiges et promesses. Dix-huit histoires de sciences, Paris, Le Pommier, 2002, 2006, (nouvelle édition en 2013), traduit en italien La teoria della complessità,  Réda Benkirane, Traduzione di Alessandro Gusman, Bollati Boringhieri, Collana «Saggi scienze», 2007, traduit en portugais A Complexidade, Vertigens e Promessas. Histórias de Ciência, Porto Alegre, 2004.
- Le Désarroi identitaire. Jeunesse, islamité et arabité contemporaines, préface de Salah Stétié, Paris, Cerf, 2004, Casablanca, La Croisée des Chemins, 2012

Direction d’ouvrages
- Logiques de la sécularisation et de la citoyenneté en islam, avec Riccardo Bocco et Catherine Germond, dossier Maghreb-Machrek, Paris, éditions Skira, 2016
- Jacques Berque, Quel islam?, Paris, Sindbad-Actes Sud, 2003, version arabe: Aya Islam? traduit par Bachir al Siba'i, Le Caire, Dar Al 'Alam al Thalith, 2004
- Culture & Cultures. Les chantiers de l'ethno, avant-propos d’Edgar Morin, avec Erica Deuber-Ziegler, Golion, Infolio, 2007

Site et ateliers de recherche en ligne
- Archipress - 'Ecoute la divine parole du savoir' (http://www.archipress.org)
- Atelier de recherche Iqbal - Pensée critique et créatrice en islam (http://iqbal.hypotheses.org)
- Radicalisation, violence et insécurité au Sahel (http://sahelradical.hypotheses.org)

Références audiovisuelles
- Le Sahel tel qu'il est perçu par ses populations, Sous les pavés, une émission d'Anik Schuin avec la collaboration de Nicole Corpateaux, RTS, Espace 2, 24 novembre 2018, La Première, 25 novembre 2018 (http://www.archipress.org/audio/mp3/Sous_les_paves_20181124_Sahel.mp3)
- L’islam des lumières est en panne, Babel, une émission de Catherine Erard, RTS Espace 2, 22 janvier 2017 (http://www.archipress.org/audio/mp3/islam_des_lumieres_Babel_RTS_Espace2_22_01_2017.mp3)
- Les révolutions arabes. Le regard du philosophe, Geopolis, une émission de Jacques Mouriquand, Radio Suisse Romande La Première, 29 et 31 juillet 2011 (http://www.archipress.org/audio/mp3/geopolis_20110729.mp3)
- Penser la complexité. Rencontre avec Réda Benkirane, Science.ch, une émission d’Anne-Marie Rhyn, Radio Suisse Romande Espace 2,, 11 avril 2003 (http://www.archipress.org/audio/sciencech.mp3)